# 東京都道463号上野月島線

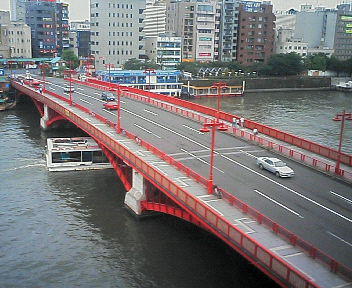
吾妻橋

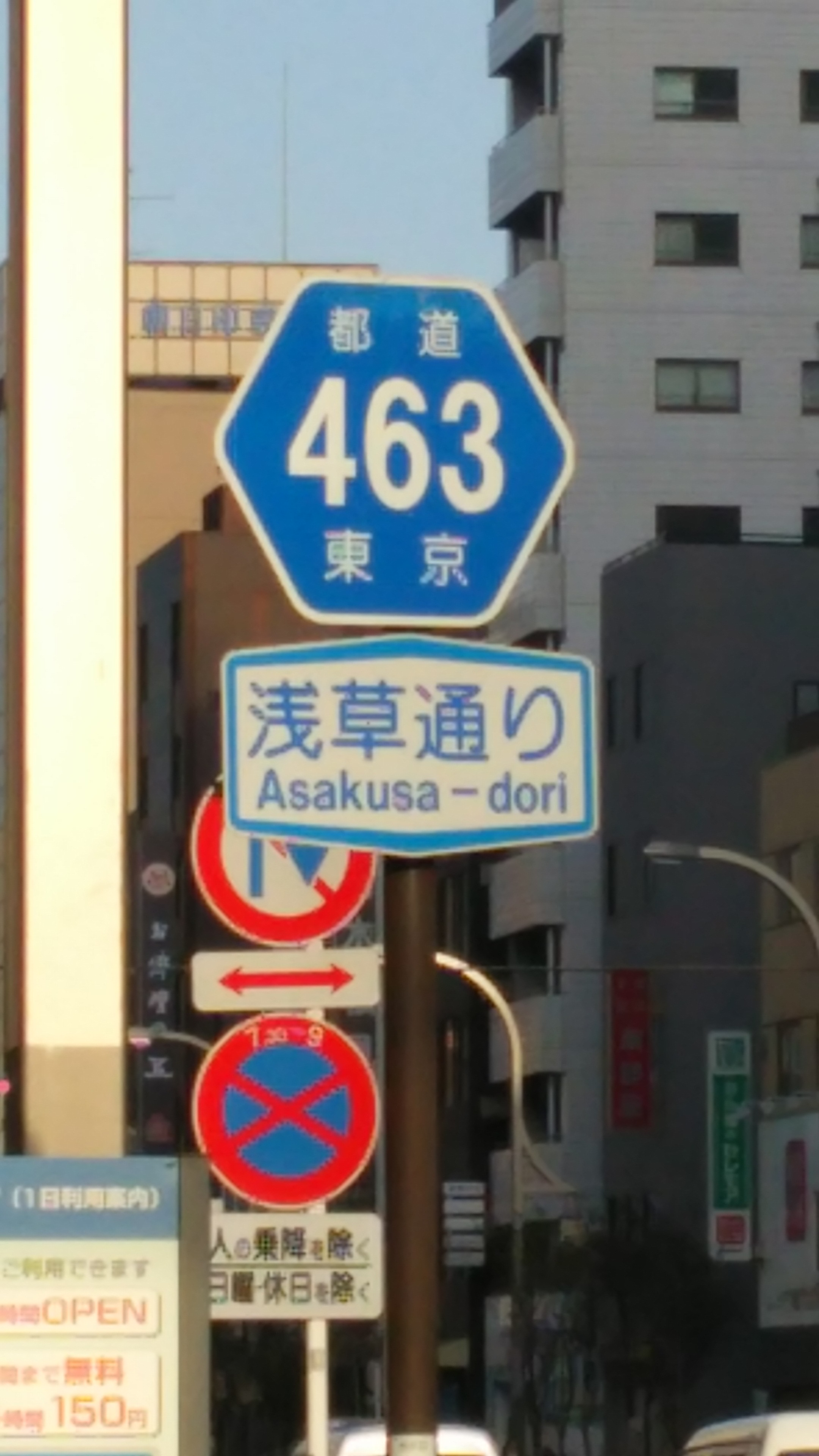
台東区

東京都道463号上野月島線（とうきょうとどう463ごう うえのつきしません）は東京都特例都道。浅草通りと清澄通りの一部。また台東区から墨田区にかけてと中央区内には支線が存在し、前者は雷門通りと浅草通りの一部、後者は八重洲通りの一部であり、後者は、近隣の大川端リバーシティ21にちなみ、リバーシティ21通りや、リバーシティ通りとも呼ばれる。

## 起終点
本線
- 起点 台東区・上野駅交差点 - 国道4号（昭和通り）・東京都道437号秋葉原雑司ヶ谷線（中央通り）・東京都道452号神田白山線（中央通り・昭和通り）交点
- 終点 中央区・勝どき駅前交差点 - 東京都道304号日比谷豊洲埠頭東雲町線（晴海通り）交点

吾妻橋支線
- 起点 台東区・吾妻橋交差点 - 国道6号（江戸通り）・雷門通り交点
- 終点 墨田区・吾妻橋一丁目交差点 - 東京都道453号本郷亀戸線（清澄通り・浅草通り）・東京都道461号吾妻橋伊興町線（墨堤通り）交点

中央大橋支線
- 起点 中央区・佃付近 - 東京都道463号上野月島線本線（清澄通り）交点
- 終点 中央区・新川二丁目付近

## 通過する自治体
- 東京都
  - 台東区
  - 墨田区
  - 江東区
  - 中央区

## 重複区間
- 東京都道453号本郷亀戸線：本所一丁目 - 東駒形1丁目・吾妻橋東詰 - 吾妻橋一丁目（後者は支線）

## 橋梁
- 駒形橋（隅田川）
- 吾妻橋（隅田川）
- 中央大橋（隅田川）

## 交差する道路
本線
| 交差する道路                                                                           | 交差する道路                                    | 交差点名   | 所在地 |
| -------------------------------------------------------------------------------------- | ----------------------------------------------- | ---------- | ------ |
| （清澄通り） 豊海水産埠頭方面                                                          |                                                 |            |        |
| 東京都道304号日比谷豊洲埠頭東雲町線（晴海通り）                                        | 東京都道304号日比谷豊洲埠頭東雲町線（晴海通り） | 勝どき駅前 | 中央区 |
| 東京都道473号新富晴海線（佃大橋通り）                                                  | 東京都道473号新富晴海線（佃大橋通り）           | 初見橋     | 中央区 |
| -                                                                                      | 東京都道463号上野月島線支線（八重洲通り）       |            | 中央区 |
| 東京都道10号東京浦安線（永代通り）                                                     | 東京都道10号東京浦安線（永代通り）              | 門前仲町   | 江東区 |
| 東京都道475号永代葛西橋線（葛西橋通り）                                                | 東京都道475号永代葛西橋線（葛西橋通り）         | 深川1丁目  | 江東区 |
| 東京都道474号浜町北砂町線（清洲橋通り）                                                | 東京都道474号浜町北砂町線（清洲橋通り）         | 清州3丁目  | 江東区 |
| 東京都道50号東京市川線（新大橋通り）                                                   | 東京都道50号東京市川線（新大橋通り）            | 森下駅前   | 江東区 |
| 国道14号（京葉道路）                                                                   | 国道14号（京葉道路）                            | 緑1丁目    | 墨田区 |
| 東京都道315号御徒町小岩線（蔵前橋通り）                                                | 東京都道315号御徒町小岩線（蔵前橋通り）         | 石原1丁目  | 墨田区 |
| （春日通り）                                                                           | 東京都道453号本郷亀戸線（春日通り）             | 本所1丁目  | 墨田区 |
| 東京都道453号本郷亀戸線（清澄通り）                                                    |                                                 |            | 墨田区 |
| 国道6号（江戸通り）                                                                    | 国道6号（江戸通り）                             | 駒形橋西詰 | 台東区 |
| 東京都道462号蔵前三ノ輪線（国際通り）                                                  | 東京都道462号蔵前三ノ輪線（国際通り）           | 寿4丁目    | 台東区 |
| （清洲橋通り）                                                                         | （清洲橋通り）                                  | 稲荷町     | 台東区 |
| 国道4号・東京都道452号神田白山線（昭和通り）                                           | 国道4号（昭和通り）                             | 上野駅     | 台東区 |
| 東京都道437号秋葉原雑司ヶ谷線・東京都道452号神田白山線（中央通り）上野公園、日本橋方面 |                                                 |            |        |

吾妻橋支線
| 交差する道路                            | 交差する道路                                  | 交差点名 | 所在地 |
| --------------------------------------- | --------------------------------------------- | -------- | ------ |
| 東京都道461号吾妻橋伊興町線（墨堤通り） | 東京都道453号本郷亀戸線（清澄通り・浅草通り） |          | 墨田区 |
| 国道6号（江戸通り）                     | 国道6号（江戸通り）                           | 吾妻橋   | 台東区 |
| 雷門通り 雷門方面                       |                                               |          |        |

### 鉄道路線
東京メトロ銀座線の上野駅 - 浅草駅が並行している。同区間は1927年（昭和2年）12月30日に東京地下鉄道によって開業された日本初の地下鉄である。
都営地下鉄大江戸線は両国駅 - 勝どき駅間で地下を走っている。